# Tours metropolisz Val de Loire

Elhelyezkedése Indre-et-Loire megyében

Tours metropolisz Val de Loire (franciául: Tours Métropole Val de Loire) a franciaországi metropoliszok egyike, a francia községközi társulási rendszer (intercommunalité) része. 
Franciaország központi részén, Centre-Val de Loire régió Indre-et-Loire megyéjében helyezkedik el. Tours-t és a város vonzáskörzetének további 21 községét foglalja magába. 
2017. március 20-án jött létre az addigi „Tour(S) Plus városközösség” (communauté urbaine Tour(S) Plus) átalakításával.
Népessége 297 273 fő volt 2021-ben, ebből 137 658 fő Tours-ban élt. Területe 389,2 km2. Igazgatási központja Tours-ban van.

## Községek
A metropoliszt az alábbi 22 község alkotja:
1. Ballan-Miré
2. Berthenay
3. Chambray-lès-Tours
4. Chanceaux-sur-Choisille
5. Druye
6. Fondettes
7. Joué-lès-Tours
8. Luynes
9. La Membrolle-sur-Choisille
10. Mettray
11. Notre-Dame-d’Oé
12. Parçay-Meslay
13. La Riche
14. Rochecorbon
15. Saint-Avertin
16. Saint-Cyr-sur-Loire
17. Saint-Étienne-de-Chigny
18. Saint-Genouph
19. Saint-Pierre-des-Corps
20. Savonnières
21. Tours
22. Villandry